# ザルブ (料理)
ザルブ （zarb）は、中近東地域の遊牧民であるベドウィンの伝統料理。羊肉や野菜などを蒸し焼きにするもの。

## 概要
ドラム缶を地中に埋め、底に木炭を敷き詰めバーベキュー用の網を三段程度に入れる。網には下味をつけた肉や野菜などを乗せ、蓋をしめて土中で数時間蒸し焼きにする。
遊牧の負担となる調理器具が少なくて済み、家畜の世話の片手間で調理が終わるなど、遊牧民の知恵が反映された料理である。